# O Loiro Eckbert
O Loiro Eckbert (em alemão: Der Blonde Eckbert) é um conto de fadas romântico escrito por Ludwig Tieck no final do século XVIII. Ele apareceu pela primeira vez em 1797 em um volume coletado de contos populares publicado por Tieck sob o editor Friedrich Nicolai em Berlim. Para alguns estudiosos da literatura e historiadores, a publicação de Eckbert representa o início de um movimento romântico especificamente alemão.

## Traduções
O conto tem sido traduzido para o inglês várias vezes:
- "Auburn Egbert" anonimamente em Popular Tales and Romances of the Northern Nations (1823)[4]
- "Auburn Egbert" por Thomas Roscoe em The German Novelists (1826)[5]
- "The Fair-Haired Eckbert" por Thomas Carlyle em Tales by Musaeus, Tieck, Richter (1827)[6]
- "The White Egbert" em Tales from the "Phantasus," etc. of Ludwig Tieck de Julius Hare e James Anthony Froude (1845)[7]
- "The Fair-Haired Egbert: A Tale" by Agnes Burette in Christmas Eve; or Tales for Youth (1849)[8]
- "Fair Eckbert" por Paul B. Thomas em The German Classics of the Nineteenth and Twentieth Centuries (1913)[9]

Comparando as primeiras quatro traduções, o acadêmico Edwin Zeydel considerou a de Carlyle de longe a melhor, que "fica muito acima de seus antecessores" e "eleva-se ainda mais" acima de Hare e Froude. Ele considera as traduções de Roscoe e dos Popular Tales and Romances "geralmente justas", com a tradução de Roscoe "sucinta e direta, mas incapaz de transmitir toda sutileza de significado", enquanto Popular Tales and Romances "não consegue atingir a literalidade, muitas vezes produz um falso efeito e não raramente é impreciso", "um pouco melhor" do que a tradução de Hare e Froude, que ele considera "pobre e imprecisa tanto em substância quanto em forma", e "literalmente cheia de erros".
Uma versão revisada da tradução de Carlyle foi incluída em German Literary Fairy Tales (1983) como "Fair-haired Eckbert", editado por Robert M. Browning e Frank G. Ryder.

## Enredo
Eckbert vive uma vida idílica, isolado em um castelo nas profundezas de uma floresta nas Montanhas Harz, com sua esposa Bertha. Os dois encontram a felicidade em seu refúgio longe das influências corruptoras da sociedade. Eles não têm filhos, mas aproveitam a vida juntos. Phillip Walther, o único contato de Eckbert com a sociedade, quebra essa harmonia durante uma visita no início da história. Walther tornou-se um amigo próximo de Eckbert ao longo dos anos, já que os dois frequentemente viajavam pela propriedade de Eckbert. Eckbert se sente compelido a compartilhar seu segredo com Walther como seu único confidente. Ele convida Walther para passar a noite e curtir a convivência e jantar com Bertha. Ela revela o segredo de sua infância e inicia a história moldura.
Bertha escapou de uma vida de fome, pobreza e abusos ainda jovem. Ela se viu no centro das brigas entre sua mãe e seu pai. Ela fugiu de sua casa pastoral, mendigou nas ruas e foi para a floresta. Uma velha levou Bertha para uma cabana e ensinou-a a tecer, fiar e ler enquanto elas convivem com os animais da velha—um cachorro e um pássaro mágico. O pássaro antropomórfico canta uma variedade de canções envoltas no conceito de Waldeinsamkeit, ou a sensação de estar sozinho na floresta, e o pássaro deposita uma pedra preciosa a cada dia. O canto dos pássaros sempre começa e termina com Waldeinsamkeit. Por exemplo:
"Waldeinsamkeit,

Mich wieder freut,

Mir geschieht kein Leid,

Hier wohnt kein Neid,

Von neuem mich freut,

Waldeinsamkeit"
Bertha e a velha acham esse arranjo agradável, mas Bertha anseia por conhecer um cavaleiro das histórias que leu. Depois de seis anos convivendo com a velha, Bertha rouba um saco de pedras preciosas e sai de casa levando o pássaro consigo. Ao fugir, ela percebe que a velha e o cachorro não conseguirão sobreviver sem ela. Ela se arrepende de sua decisão e quer voltar, mas então se depara com a aldeia de sua infância. Ela descobre a morte de seus pais e decide ir para a cidade em vez de voltar para a velha. Ela aluga uma casa e consegue uma governanta, mas se sente ameaçada pelo fato do pássaro continuar cantando mais alto, sobre como sente falta da floresta. O pássaro a aterroriza e ela o estrangula ao sair e se casar com Eckbert. Walther ouve essa história e garante que pode imaginar o pássaro e o cachorro "Strohmian". Walther e Bertha vão para a cama enquanto Eckbert se preocupa se sua familiaridade com Walther e com a história o comprometerá.
Bertha fica doente e morre pouco tempo depois de confessar seus pecados para Walther. Eckbert suspeita que Walther pode ser o culpado pela condição de Bertha. Ele acredita que Walther pode ter planejado secretamente a morte de Bertha. Sua paranoia e suspeitas ficam mais intensas depois que ele percebe que Walther revelou o nome do cachorro de Bertha, Strohmian, quando ela nunca o mencionou durante a história. Eckbert encontra Walther na floresta durante um passeio e atira em seu amigo. Eckbert volta para casa para encontrar sua esposa enquanto ela morre de uma consciência pesada.
Após a morte de sua esposa e amigo, Eckbert encontra consolo em frequentes excursões saindo de sua casa e torna-se amigo de um cavaleiro chamado Hugo. Eckbert sofre de consciência pesada depois de testemunhar a morte de sua esposa e assassinar seu amigo. Ele fica paranoico e tem cada vez mais dificuldade em desembaraçar a percepção da realidade com sua imaginação. Hugo parece ser seu amigo assassinado Walter e suspeita que Hugo pode não ser seu amigo e revela o segredo do assassinato de Walther. Eckbert foge com medo para a floresta e tropeça no lugar onde a velha encontrou Bertha quando menina e a conduziu pela floresta. Ele ouve um cachorro latindo. Ele reconhece o som do maravilhoso canto dos pássaros. Eventualmente ele conhece a velha que o reconhece imediatamente. Ela o amaldiçoa pelo roubo e partida abrupta de Bertha. A velha conta a Eckbert que ela era Walther e Hugo, ao mesmo tempo, e que ele e Bertha são meios-irmãos do mesmo pai nobre. Bertha foi mandada embora de casa para morar com um pastor. A notícia de seu relacionamento incestuoso afeta profundamente a já enfraquecida constituição de Eckbert. Ele rapidamente cai na paranoia, ilusão, e loucura gritando em agonia antes de morrer.

## Interpretação de temas românticos
As ideias de Rousseau sobre a corrupção da sociedade burguesa dão início à história. Eckbert e sua esposa se sentem felizes em seu cenário medieval. Embora isso não se estenda à infância arcadiana de Bertha. O seu pai, um pastor, lutou para alimentá-la e espancou-a, forçando-a a fugir da sua casa pastoral para a floresta. Dessa forma, o conto também destaca a oposição e a ambiguidade características do romantismo.
Os elementos patológicos da experiência romântica colorem o conto de Tieck. Os personagens vivenciam uma série de problemas físicos e psicológicos, incluindo amnésia, abuso, abandono, incesto, imoralidade e doença. Desde o início, a ideia de saudade de Sehnsucht, ou um vínculo emocional profundo através de um forte relacionamento interpessoal, impulsiona a história. Eckbert sente a culpa por esconder um segredo de seu amigo Walther. Ele deve confessar esse segredo para fortalecer seu vínculo emocional, como sugeriu Tieck: "A alma então sente um impulso irresistível de se entregar completamente e revelar seu eu mais íntimo ao amigo, a fim de torná-lo ainda mais amigo." Eckbert e sua esposa cometem atos imorais e sofrem retribuição por suas ações. 
O poder da natureza e o sobrenatural moldam muitos elementos diferentes do livro. Elementos sobrenaturais desempenham um papel no antagonista principal. A velha na floresta possui um poderoso pássaro que deposita pedras preciosas e realiza atos mágicos, como transformar-se em várias pessoas. A assombração de Eckbert por esta velha, uma renascida do passado de Bertha, demonstra suas qualidades sobrenaturais. A repetição da frase Waldeinsamkeit reforça o terror do sobrenatural dentro da floresta. Eckbert perde o amigo na floresta e enlouquece. Aqui se contrastam dois níveis de realidade, o usual e o sobrenatural.
Eckbert, Walther e Bertha vivenciam uma queda característica do romantismo, conforme descrito por M. H. Abrams em The Mirror and the Lamp. Esses personagens não experimentam redenção, mas apenas condenação.
Por último, a história moldura e a natureza cíclica da trama seguem convenções românticas. A vida e a história de Eckbert terminam na cabana na floresta com a velha onde a história de Bertha começou.

## Influência
O Eckbert de Tieck se enquadra bem no gênero do romantismo alemão. A personagem Bertha foi identificada pela crítica literária como sendo baseada na irmã de Tieck, Sophie Tieck.